# Markus Larsson
Markus Larsson   (Åtvids församling, 5 de gener de 1825 - Londres, 26 de gener de 1864) va ser un paisatgista suec d’Åtvidaberg, Östergötland. Ha estat reconegut com un dels pintors més destacats de Suècia del segle XIX i etiquetat com el més destacat dels pintors suecs de Düsseldorf. Les seves pintures eren conegudes per ser dramàtiques i representaven principalment rius sota cels violents, així com naufragis durant les tempestes.
Trinity i vicari de St Anne's, Dawson Street, en el moment del naixement del seu fill, William FitzGerald va ser consagrat bisbe de Cork, Cloyne i Ross el 1857 i traduït a Killaloe i Clonfert el 1862. George va tornar a Dublín i va entrar en TCD com a estudiant als 16 anys, guanyant una beca el 1870 i graduant-se el 1871 en Matemàtiques i Ciències Experimentals. Es va convertir en Fellow of Trinity el 1877 i va passar la resta de la seva carrera allà, convertint-se en professor de filosofia natural i experimental d'Erasmus Smith el 1881. Era nebot, per part de mare, de George Johnstone Stoney, el físic irlandès que encunyà el terme electró.
George tornà a Dublín per ingressar al Trinity Collegue com a estudiant el 1867. Es convertí en fellow del Trinity College el 1877 i hi passà la resta de la seva carrera. Després de sofrir problemes digestius durant llarg temps, morí a la seva casa per una perforació d'úlcera d'estómac mesos als 49 anys.

## Carrera inicial
El pare de Larson era propietari d'una granja, però Larson no va heretar cap possessió d'ell quan va morir i, per tant, es va traslladar a Estocolm per buscar feina. Allà va ser contractat per un fabricant de cadires. Aquest fabricant de cadires va veure el talent de Larson per dibuixar i va pensar que podria ser útil per als esbossos de carruatges i altres. Per tant, Larson va rebre permís per assistir a cursos a la Reial Acadèmia Sueca de les Arts durant les nits.
Mentre estava a l'Acadèmia, Larson va descobrir la seva vocació per la pintura i va prendre la decisió d'iniciar una carrera dedicada a l'art. Va completar els seus estudis a l'escola entre 1846 i 1848 i després es va traslladar a Helsingborg per ensenyar pintura. Mentre vivia allà, la seva pintura es va veure molt afectada per l'oceà circumdant. Durant una visita a Copenhaguen, Larson va poder veure l'obra de l'artista marí danès Vilhelm Melbye, que li va donar classes de pintura marina. Va rebre estudis superiors en el gènere marí durant l'estiu de 1850, quan va viatjar amb la corbeta Lagerbjelke en una expedició al mar del Nord. Després Larson va viatjar per Noruega per estudiar cascades i cascades.

## Carrera posterior i mort

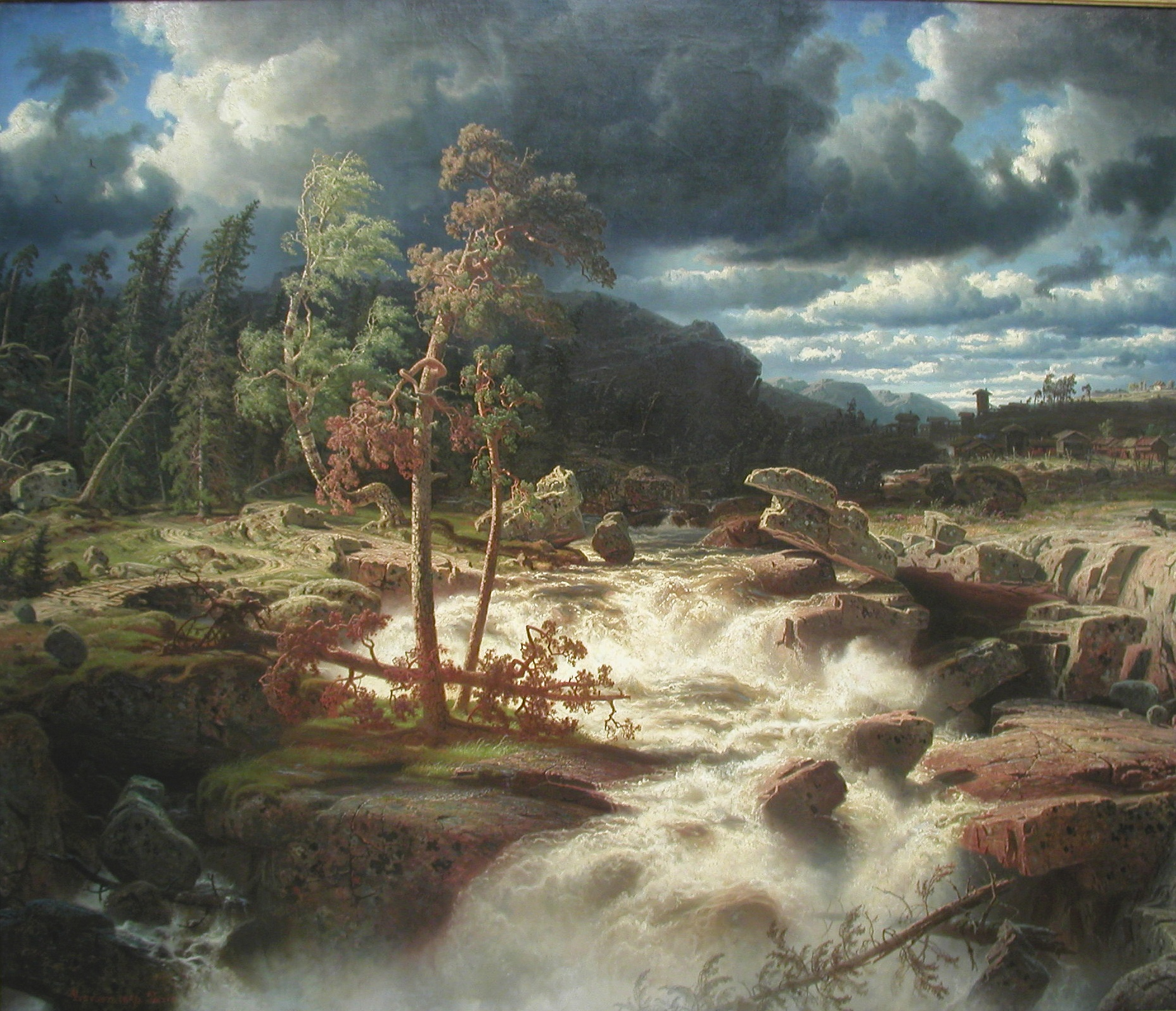
Vattenfall i Småland (1856; anglès: Waterfall in Småland) és la pintura més famosa de Larson i es troba al Museu Nacional de Belles Arts.

El 1852, Larson va viatjar a Düsseldorf per seguir estudis. Allà va rebre formació en pintura de paisatge de l'artista alemany Andreas Achenbach. La reputació de Larson es va estendre ràpidament i sovint rebia ordres de comerciants d'art a les ciutats alemanyes més grans. El 1855 es va traslladar a París, on va viure tres anys i va pintar una sèrie de quadres notables. Una d'aquestes pintures va ser Landskap med vattenfall (en anglès: Landscape with waterfall), que va ser guardonada amb menció d'honor a l'Exposició Universal de 1857 a Manchester, Anglaterra.
Larson va tornar a Suècia el 1858 amb una petita fortuna i va decidir establir-se a la província de Småland. Va construir una gran vil·la fora de Vimmerby, amb la intenció d'iniciar-hi una escola d'art per a joves paisatgistes. Abans d'iniciar l'escola, però, Larson va anar a Copenhaguen per exposar les seves pintures. Va passar la tardor de 1858 i la primavera de 1859 viatjant entre Copenhaguen i la propera província sueca d’Escània. Quan Larson finalment va tornar a la seva vila, va ser cremada en un incendi. El 1860, l'artista indigent va marxar de Suècia, per no tornar mai més.
Després de romandre un temps a Hèlsinki i Sant Petersburg, Larson va viatjar a Londres el 1862 per a l'Exposició Universal. En aquest moment, però, el seu talent i la seva reputació estaven disminuint. Gairebé sense actius i patint tuberculosi, Larson va morir a Londres el 25 de gener de 1864.

## Pintures seleccionades

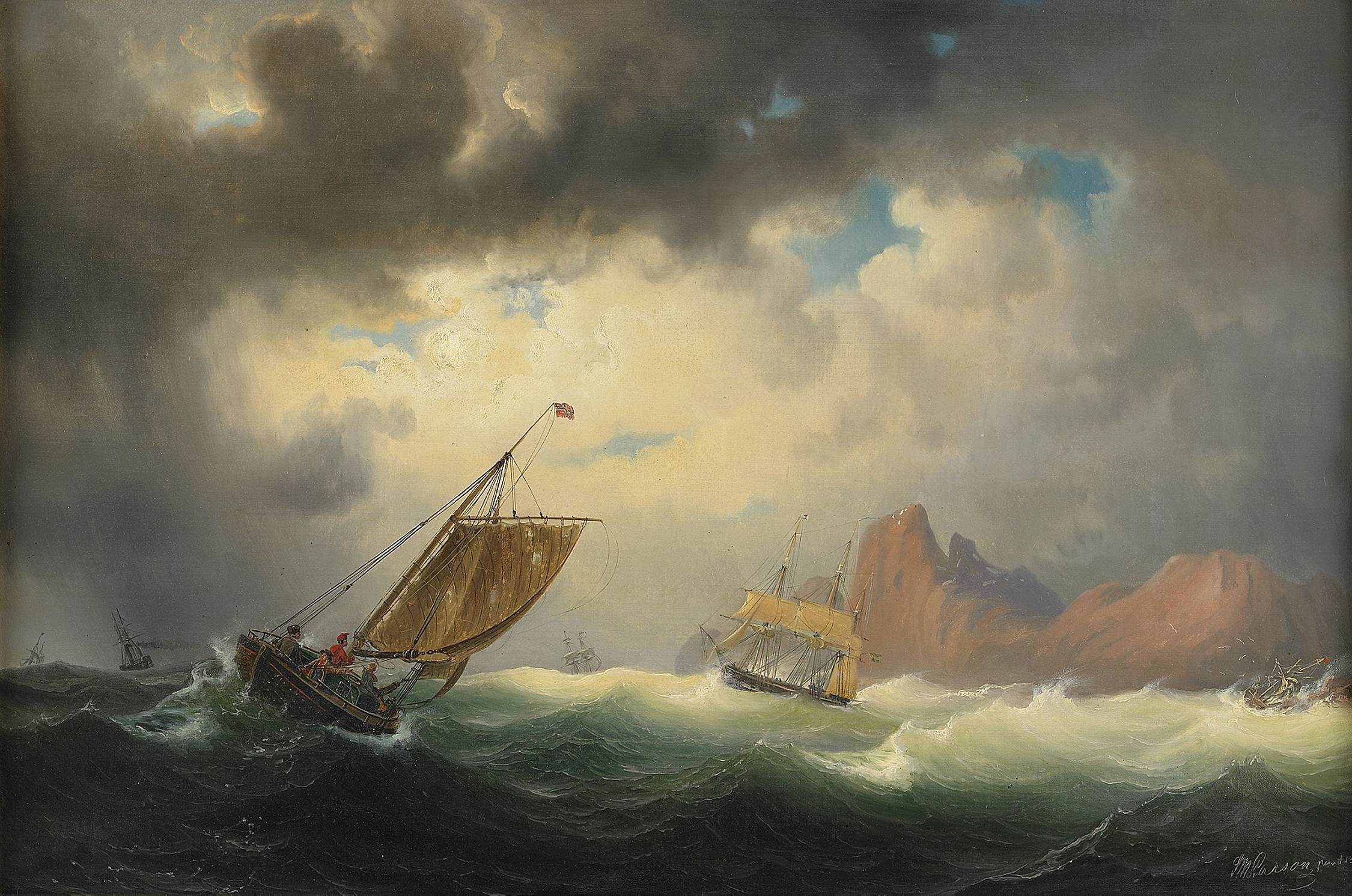
"Vaixell en un oceà tempestuós"
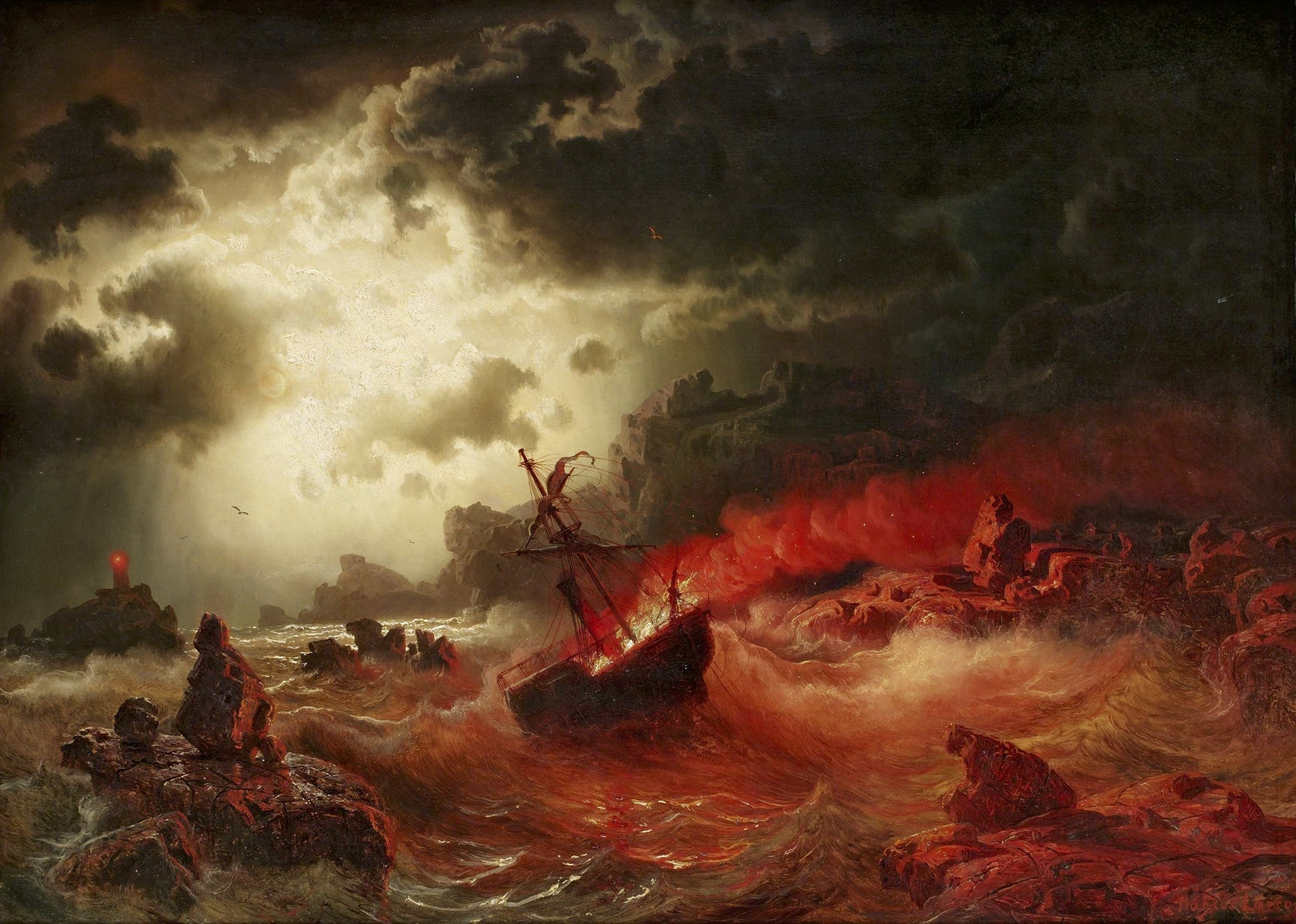
Oceà de nit amb vaixell cremant
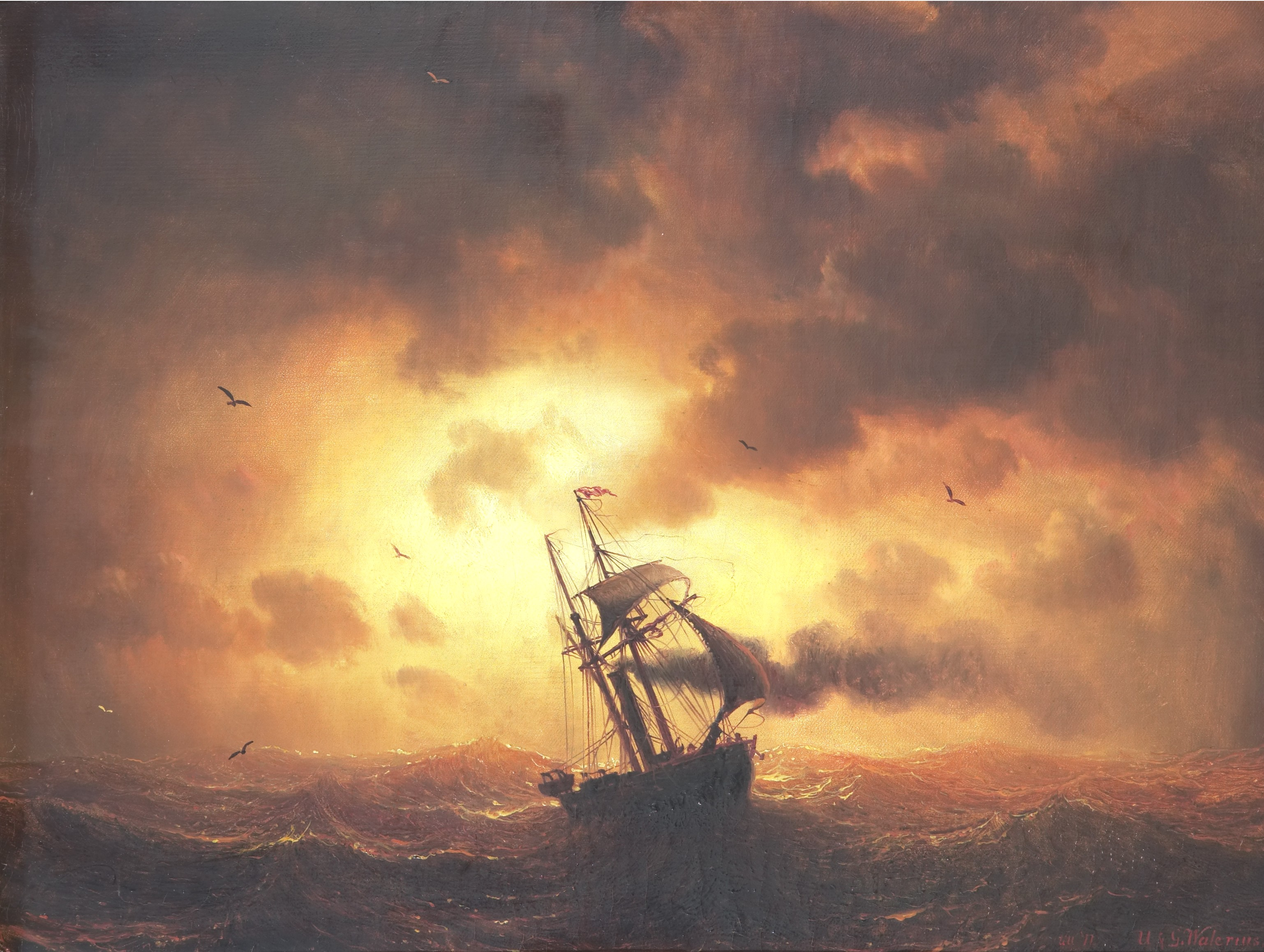
Vaixell de vapor al capvespre
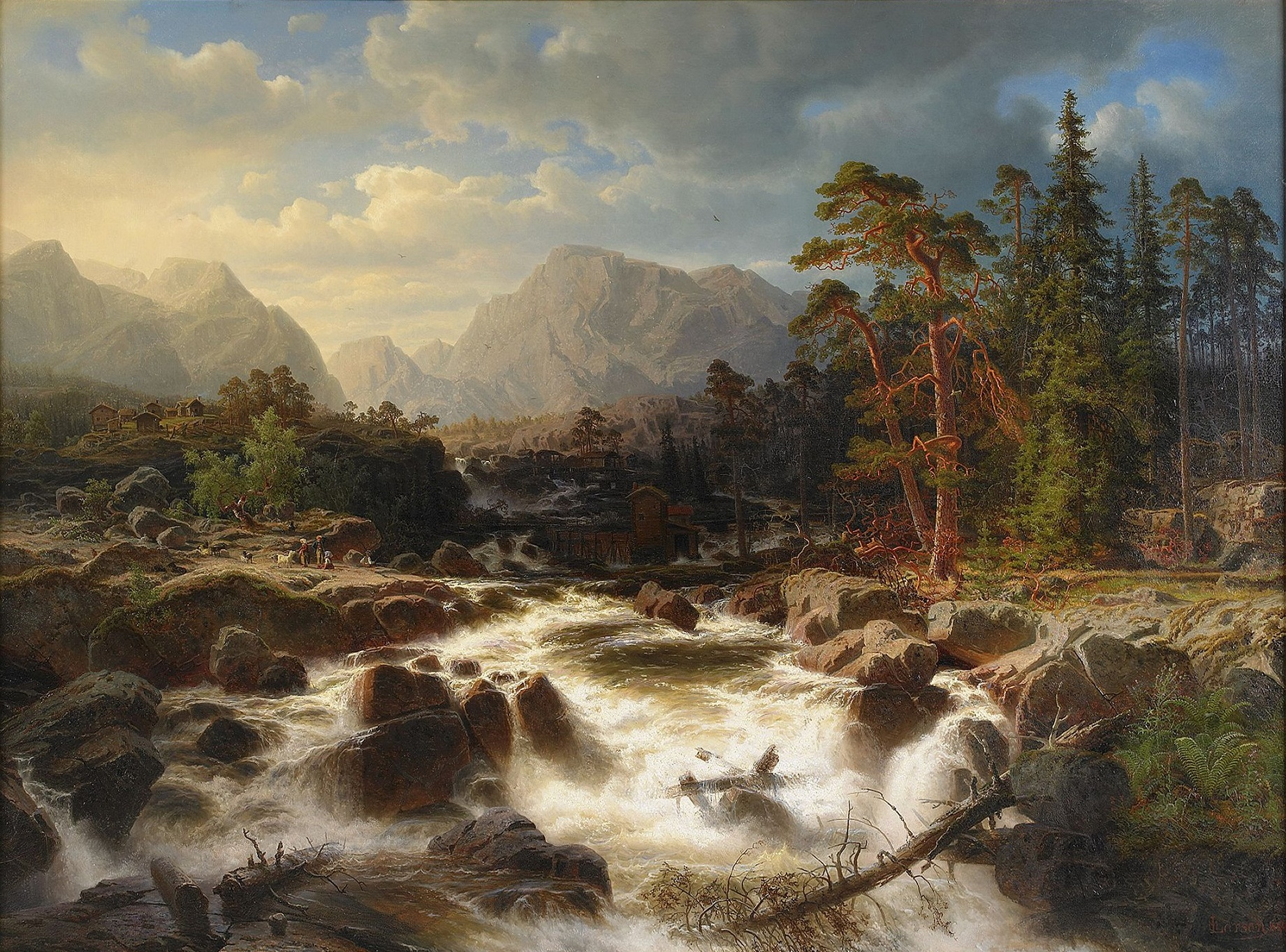
Paisatge fluvial espectacular amb figures i molins